# 澜沧凤丫蕨
澜沧凤丫蕨（学名：Coniogramme lancangensis）为裸子蕨科凤丫蕨属下的一个种。

## 扩展阅读
- 維基物種上的相關：澜沧凤丫蕨